# Сироп (фільм)
«Сироп» — Мелодрама від режисера Арама Раппапорта 2011 року.

## Зміст
Амбітний молодий чоловік, співробітник великої компанії, що виробляє газовані напої, придумує блискучий план на мільйон доларів. План полягає в розробці та просуванні нового напою, який зробить його значно багатшим і просуне на вершину кар'єрної драбини. Однак на шляху у здійснення цього чудового плану є одне «але» — для його втілення він повинен об'єднатися з колегою по роботі і навчитися довіряти їй.

## Ролі
| Актор              | Роль                             |
| ------------------ | -------------------------------- |
| Ембер Герд         | Шість                            |
| Келлан Латс        | Піт                              |
| Бріттані Сноу      | Три                              |
| Шайло Фернандез    | Скатт                            |
| Грег Пол           | Корпоративний жлоб #1            |
| Рейчел Дреч        | працівник у бюро авторських прав |
| Ендрю Джеймс Аллен | Райлі Говк                       |
| Джош Пейс          | Девідсон                         |
| Кейт Неш           | Бет                              |
| Кіт Пауелл         | Кемерон                          |
| Адам Лефевр        | священик                         |
| Тобі Гемінґвей     | голос за кадром                  |
| Френк Гартс        | бізнесмен                        |

## Знімальна група
- Режисер — Арам Раппапорт
- Сценарист — Макс Беррі, Арам Раппапорт
- Продюсер — Камерон Дж. Ламб, Баррі М. Осборн, Сьюзен А. Стоувер
- Композитор — Ендрю Голцман, Питер Бейтман